# Stadionkade

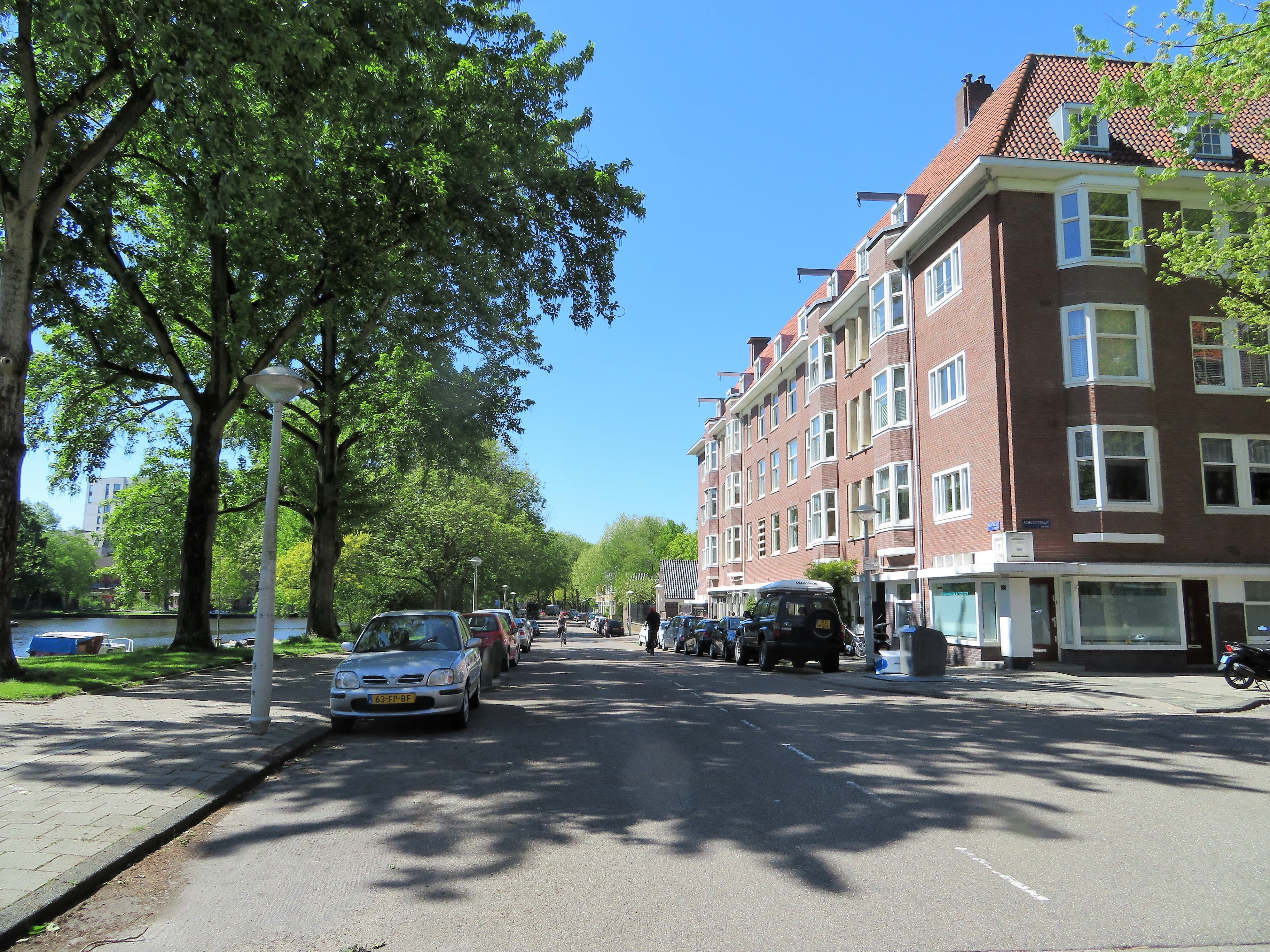
Stadionkade westelijke richting

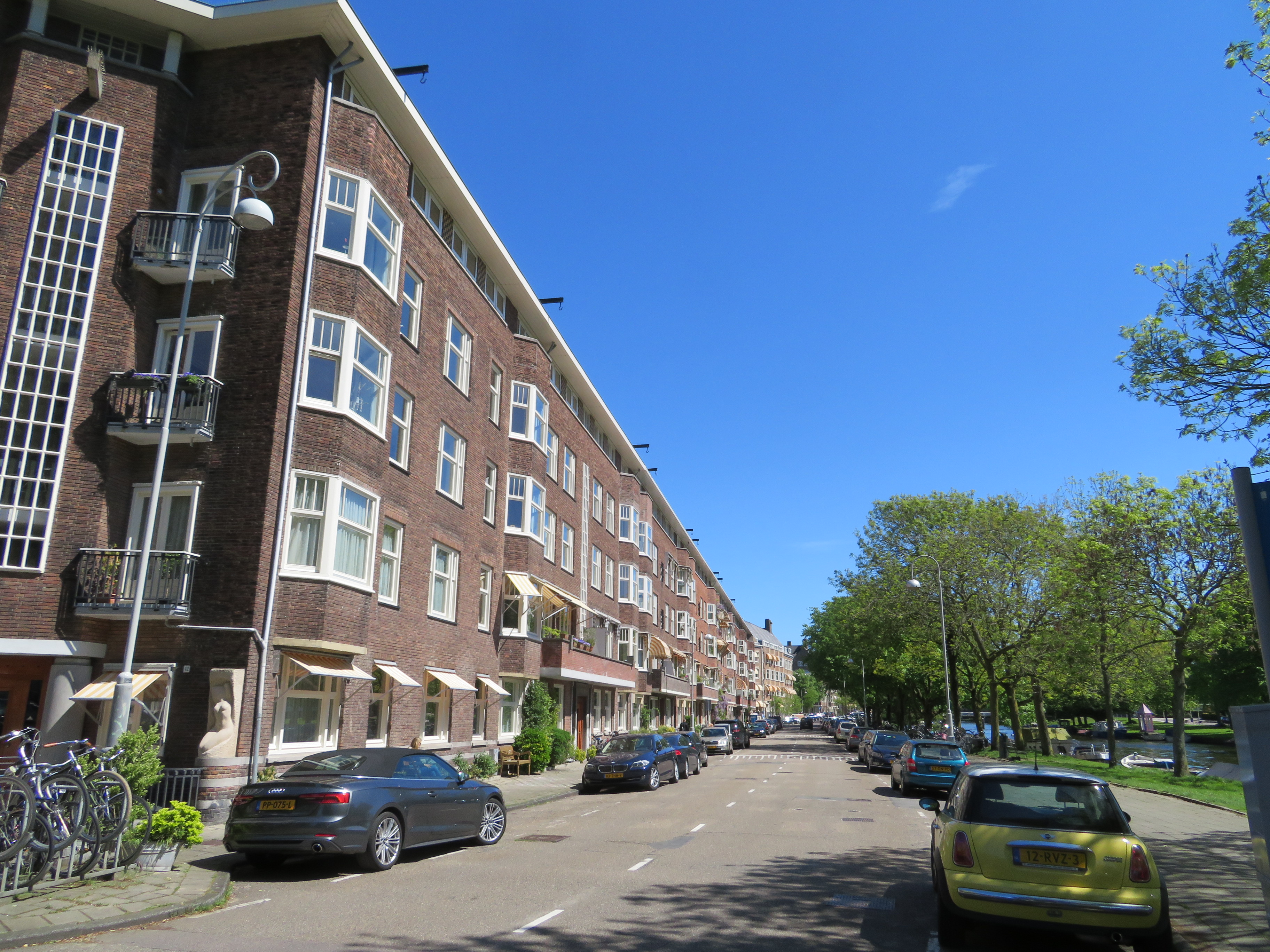
Stadionkade oostelijke richting

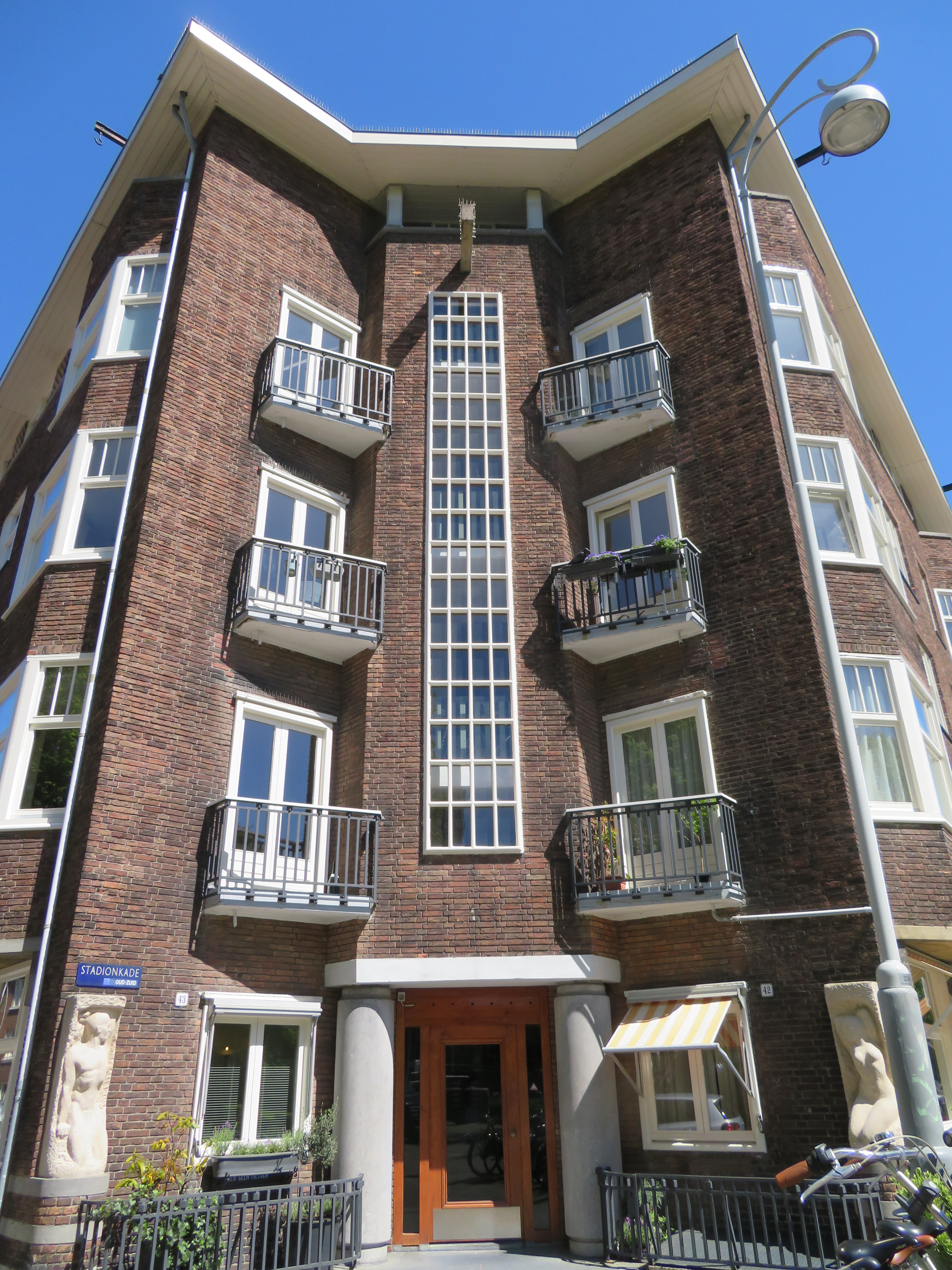
Stadionkade 42-43 met gevelbeelden

De Stadionkade is een straat in stadsdeel Zuid in Amsterdam. De straat leidt richting het Olympisch Stadion en ontleent daaraan zijn naam.

## Ligging
De Stadionkade begint bij de hoek met de Beethovenstraat. Van daaruit loopt de straat enige kilometers in westwaartse richting en eindigt bij de Amstelveenseweg en het Stadionplein. Het water langs de Stadionkade heet Zuider Amstelkanaal. De straat loopt door de postcodegebieden 1076 en 1077.
De straat kruist enkele belangrijke doorgaande wegen, de Beethovenstraat aan het begin, de Parnassusweg halverwege en de Amstelveenseweg aan het eind. De straat is geen doorgaande weg, sommige gedeelten van de straat zijn autoluw gemaakt.

## Karakter
De Stadionkade heeft alleen een woonfunctie. Winkels of bedrijven zijn er nauwelijks. Op de straat is een mix van sociale huurwoningen, duurdere koopappartementen en een aantal geschakelde villa's. Vooral het gedeelte van de straat in het postcodegebied 1076 biedt een mooi uitzicht, omdat zich aan de overzijde geen woningen bevinden en het uitzicht vrij is. Stadionkade 113 is een rijksmonument

## Wetenswaardigheden
Patty Brard heeft geruime tijd aan de Stadionkade gewoond. Haar appartement was het decor voor een realityprogramma met haarzelf in de hoofdrol.